# Eucarta subalpica
Eucarta subalpica là một loài bướm đêm trong họ Noctuidae.